# 尾上松綠 (第四代)
第四代尾上松緑（日语：／ Yodaime Onoe Syōroku，1975年2月5日—）是日本歌舞伎演员，本名藤間嵐，屋號為音羽屋。現為日本傳統舞蹈藤間流的掌門人。其父親尾上辰之助與市川團十郎、尾上菊五郎共稱三之助，祖父為二代目尾上松緑。

## 經歷
1975年2月5日，尾上松緑&生於東京。1980年1月2日，於國立劇場『山姥』劇中以「怪童丸」一角色出道。1991年5月1日，歌舞伎座『對面』中在曾我五郎ほか一角色中以二代目繼承尾上辰之助之名。2000年演出NHK大河劇葵德川三代，飾演三代將軍德川家光。2001年，與寶塚歌劇團演員珠希かほ結婚。
2002年5月1日，襲名尾上松緑。